# Gesù e le profezie messianiche
Nella Bibbia si trovano circa trecento profezie, scritte da autori diversi nell'arco di molti secoli, che prefigurano l'arrivo del Messia.
I cristiani ritengono che le profezie messianiche si siano adempiute con Gesù Cristo, mentre gli ebrei attendono ancora l'arrivo del Messia.

## Nel Nuovo Testamento
In molteplici passi del Nuovo Testamento Gesù riferisce di dover dare attuazione alle profezie messianiche:
- Giovanni 5,45-47[2]: "Infatti, se credeste a Mosè, credereste anche a me; poiché egli ha scritto di me. Ma se non credete ai suoi scritti, come crederete alle mie parole?"
- Luca 24,42-44[3], durante l'Ultima Cena: "Poi disse: «Sono queste le parole che vi dicevo quando ero ancora con voi: bisogna che si compiano tutte le cose scritte su di me nella Legge di Mosè, nei Profeti e nei Salmi".
- Giovanni 19,30[4], in croce: "Quando Gesù ebbe preso l'aceto, disse: «È compiuto!» E chinato il capo rese lo spirito."
- discepoli di Emmaus: cui spiega la morte e risurrezione alla luce delle Scritture[5]
- Luca 4,21[6]: "Allora cominciò a dire: «Oggi si è adempiuta questa Scrittura che voi avete udita con i vostri orecchi".[7]
- Giovanni 5,39[8]: "Voi scrutate le Scritture credendo di avere in esse la vita eterna; ebbene, sono proprio esse che mi rendono testimonianza".[7]

## Alcune profezie messianiche e loro adempimento secondo i cristiani
| Oggetto                                | Profezia | Attuazione | Note |
| -------------------------------------- | --- | --- | ---- |
| Discendenza del Cristo                 | «[ Giacobbe morente dice:]Lo scettro non sarà rimosso da Giuda, né sarà allontanato il bastone del comando dai suoi piedi, finché venga colui al quale esso appartiene e a cui ubbidiranno i popoli.» (Genesi 49:10) «Ecco, verranno giorni - dice il Signore -nei quali susciterò a Davide un germoglio giusto, che regnerà da vero re e sarà saggio ed eserciterà il diritto e la giustizia sulla terra. Nei suoi giorni Giuda sarà salvato e Israele starà sicuro nella sua dimora; questo sarà il nome con cui lo chiameranno: Signore-nostra-giustizia.» (Geremia 23,5-6) «Ecco verranno giorni - oracolo del Signore - nei quali io realizzerò le promesse di bene che ho fatto alla casa di Israele e alla casa di Giuda. In quei giorni e in quel tempo farò germogliare per Davide un germoglio di giustizia; egli eserciterà il giudizio e la giustizia sulla terra. In quei giorni Giuda sarà salvato e Gerusalemme vivrà tranquilla. Così sarà chiamata: Signore-nostra-giustizia.» (Geremia 33, 14-16) «Quando i tuoi giorni saranno compiuti e tu giacerai con i tuoi padri, io assicurerò dopo di te la discendenza uscita dalle tue viscere, e renderò stabile il suo regno. Egli edificherà una casa al mio nome e io renderò stabile per sempre il trono del suo regno. Io gli sarò padre ed egli mi sarà figlio. Se farà il male, lo castigherò con verga d'uomo e con i colpi che danno i figli d'uomo, ma non ritirerò da lui il mio favore, come l'ho ritirato da Saul, che ho rimosso dal trono dinanzi a te. 16 La tua casa e il tuo regno saranno saldi per sempre davanti a me e il tuo trono sarà reso stabile per sempre.» (2 Samuele 7:12-16) | La famiglia di Re Davide apparteneva alla tribù di Giuda. Gesù discende da Re Davide. |      |
| Il Precursore                          | «La voce di uno grida:/ «Preparate nel deserto la via del SIGNORE,/ appianate nei luoghi aridi una strada per il nostro Dio! / Ogni valle sia colmata, / ogni monte e ogni colle siano abbassati; / i luoghi scoscesi siano livellati, / i luoghi accidentati diventino pianeggianti./ Allora la gloria del SIGNORE sarà rivelata, / e tutti, allo stesso tempo, la vedranno; /perché la bocca del SIGNORE l'ha detto».» (Isaia 40,3-5) «Ecco, io manderò un mio messaggero a preparare la via davanti a me e subito entrerà nel suo tempio il Signore, che voi cercate; l'angelo dell'alleanza, che voi sospirate, ecco viene, dice il Signore degli esercit[...]Allora l'offerta di Giuda e di Gerusalemme sarà gradita al Signore come nei giorni antichi, come negli anni lontani.[Malachia 3,1 e 4» | Vox clamantis in deserto |      |
| Avrebbe parlato in parabole            | «Cantico di Asaf. Ascolta, popolo mio, il mio insegnamento;/ porgete orecchio alle parole della mia bocca. / Io aprirò la mia bocca per esprimere parabole, /esporrò i misteri dei tempi antichi.» (Salmo 78,1-2) | Le parabole nei quattro Vangeli. |      |
| Pietra angolare                        | «La tua parola, Signore, / è stabile come il cielo./ La tua fedeltà dura per ogni generazione;/ hai fondato la terra ed essa è salda.» (Salmo 118, 89-90) «Dice il Signore Dio: /"«Ecco io pongo una pietra in Sion, / una pietra scelta, /"angolare, preziosa, saldamente fondata: /"chi crede non vacillerà. /"Io porrò il diritto come misura / e la giustizia come una livella. / La grandine spazzerà via il vostro rifugio fallace, / le acque travolgeranno il vostro riparo.» (Isaia 28,16-17) | «E Gesù disse loro: «Non avete mai letto nelle Scritture: / La pietra che i costruttori hanno scartata / è diventata testata d'angolo; (cfr. Salmo 118:22) / dal Signore è stato fatto questo / ed è mirabile agli occhi nostri? /Perciò io vi dico: vi sarà tolto il regno di Dio e sarà dato a un popolo che lo farà fruttificare. Chi cadrà sopra questa pietra sarà sfracellato; e qualora essa cada su qualcuno, lo stritolerà».» (Mt 21,42-44, et altri) |      |
| Abitazione in Galilea                  | «poiché non ci sarà più oscurità/ dove ora è angoscia./ In passato umiliò la terra di Zàbulon e la terra di Nèftali, ma in futuro renderà gloriosa la via del mare, oltre il Giordano e la curva di Goim.» (Isaia 8,23) «Il popolo che camminava nelle tenebre/ vide una grande luce; /su coloro che abitavano in terra tenebrosa / una luce rifulse.[..] Poiché un bambino è nato per noi, / ci è stato dato un figlio. /:Sulle sue spalle è il segno della sovranità /ed è chiamato: / Consigliere ammirabile, Dio potente, Padre per sempre, Principe della pace;/ grande sarà il suo dominio /e la pace non avrà fine /sul trono di Davide e sul regno, /che egli viene a consolidare e rafforzare /con il diritto e la giustizia, ora e sempre; questo farà lo zelo del Signore degli eserciti.» (Isaia 9,1-6) | «Avendo intanto saputo che Giovanni era stato arrestato, Gesù si ritirò nella Galilea 13 e, lasciata Nazaret, venne ad abitare a Cafarnao, presso il mare, nel territorio di Zàbulon e di Nèftali, 14 perché si adempisse ciò che era stato detto per mezzo del profeta Isaia» (Matteo 4,12-15) |      |
| Luce e salvezza per tutte le nazioni   | ««Io, il Signore, ti ho chiamato per la giustizia / e ti ho preso per mano; / ti ho formato e stabilito come alleanza del popolo/ e luce delle nazioni» (Isaia 42,6) «restaurare le tribù di Giacobbe / e ricondurre i superstiti di Israele. / Ma io ti renderò luce delle nazioni / perché porti la mia salvezza / fino all'estremità della terra»./ Dice il Signore, il redentore di Israele, il suo Santo, / a colui la cui vita è disprezzata, al reietto delle nazioni, /al servo dei potenti:/ «I re vedranno e si alzeranno in piedi, /i principi vedranno e si prostreranno, /a causa del Signore che è fedele, /a causa del Santo di Israele che ti ha scelto»./ Dice il Signore: /«Al tempo della misericordia ti ho ascoltato, /nel giorno della salvezza ti ho aiutato./Ti ho formato e posto /come alleanza per il popolo, /per far risorgere il paese,/ per farti rioccupare l'eredità devastata» (Isaia 49,6-8) «Oracolo del Signore Dio/ che raduna i dispersi di Israele: / «Io ancora radunerò i suoi prigionieri, /oltre quelli già radunati».» (Isaia 56,8) | «[ Simeone dice] Luce da illuminar le genti e gloria del tuo popolo Israele» (Luca 2,32) |      |
| Passione, e solitudine dal Padre       | «Da me non stare lontano, / poiché l'angoscia è vicina /"e nessuno mi aiuta. / Mi circondano tori numerosi, / mi assediano tori di Basan. / Spalancano contro di me la loro bocca / come leone che sbrana e ruggisce.» (Salmo 22 12-14) | Elì Elì lemà sabactàni (Ηλει Ηλει λεμα σαβαχθανει) |      |
| Gesù tradito                           | «Anche l'amico con il quale vivevo in pace, / in cui avevo fiducia, e che mangiava il mio pane, si è schierato contro di me.» (Salmo 41,9) | Giovanni 13,18 richiama questo testo per il tradimento di Giuda. |      |
| Data del battesimo e della morte       | «Settanta settimane sono fissate / per il tuo popolo e per la tua santa città / per mettere fine all'empietà, / mettere i sigilli ai peccati, espiare l'iniquità, / portare una giustizia eterna, /suggellare visione e profezia e ungere il Santo dei /santi.Sappi e intendi bene, da quando uscì la parola sul ritorno e la ricostruzione di Gerusalemme fino a un principe consacrato, vi saranno sette settimane. Durante sessantadue settimane saranno restaurati, riedificati piazze e fossati, e ciò in tempi angosciosi. 26 Dopo sessantadue settimane, un consacrato sarà soppresso senza colpa in lui; il popolo di un principe che verrà distruggerà la città e il santuario; la sua fine sarà un'inondazione e, fino alla fine, guerra e desolazioni decretate. 27 Egli stringerà una forte alleanza con molti per una settimana e, nello spazio di metà settimana, farà cessare il sacrificio e l'offerta; sull'ala del tempio porrà l'abominio della desolazione e ciò sarà sino alla fine, fino al termine segnato sul devastatore».» (Daniele 9,24-27) | La profezia precisava la data dell'inizio del ministero pubblico del Cristo, che coincideva con il Suo battesimo, nonché la data della morte. |      |
| Nato da vergine                        | «Pertanto il Signore stesso vi darà un segno. Ecco: la vergine concepirà e partorirà un figlio, che chiamerà Emmanuele.» (Isaia 7:14) | «Ecco, la vergine concepirà e partorirà un figlio che sarà chiamato Emmanuele.» (Matteo 1:23:) |      |
| Fuga dall'Egitto                       | «Quando Israele era giovinetto,/ io l'ho amato / e dall'Egitto ho chiamato mio figlio. /"Ma più li chiamavo, / più si allontanavano da me; / immolavano vittime ai Baal, /"agli idoli bruciavano incensi» (Osea 11,1-2) «[donne di Giudea che piangono i loro figli uccisi durante la deportazione di Babilonia] Così dice il Signore: «Una voce si ode da Rama,/ lamento e pianto amaro: / Rachele piange i suoi figli, / rifiuta d'essere consolata perché non sono più». / Dice il Signore: / «Trattieni la voce dal pianto, / i tuoi occhi dal versare lacrime, / perché c'è un compenso per le tue pene; / essi torneranno dal paese nemico. / C'è una speranza per la tua discendenza: / i tuoi figli ritorneranno entro i loro confini.» (Geremia 31,15-17) | «Eliùd generò Eleàzar, Eleàzar generò Mattan, Mattan generò Giacobbe, Giacobbe generò Giuseppe, lo sposo di Maria, dalla quale è nato Gesù chiamato Cristo. La somma di tutte le generazioni, da Abramo a Davide, è così di quattordici; da Davide fino alla deportazione in Babilonia è ancora di quattordici; dalla deportazione in Babilonia a Cristo è, infine, di quattordici.» (Mt 1,15-18) «Essi erano appena partiti, quando un angelo del Signore apparve in sogno a Giuseppe e gli disse: «Alzati, prendi con te il bambino e sua madre e fuggi in Egitto, e resta là finché non ti avvertirò, perché Erode sta cercando il bambino per ucciderlo». Giuseppe, destatosi, prese con sé il bambino e sua madre nella notte e fuggì in Egitto, 15 dove rimase fino alla morte di Erode, perché si adempisse ciò che era stato detto dal Signore per mezzo del profeta: Dall'Egitto ho chiamato il mio figlio. » (Mt 2,14-15) |      |
| Michea 5:1                             | «E tu, Betlemme di Efrata così piccola per essere fra i capoluoghi di Giuda, da te mi uscirà colui che deve essere il dominatore in Israele; le sue origini sono dall'antichità, dai giorni più remoti.» Michea 5:1: | «Gesù nacque a Betlemme di Giudea, al tempo del re Erode.» Matteo 2:1 |      |
| Isaia 40:3-4                           | «Una voce grida: «Nel deserto preparate la via al Signore, appianate nella steppa la strada per il nostro Dio. Ogni valle sia colmata, ogni monte e colle siano abbassati; il terreno accidentato si trasformi in piano e quello scosceso in pianura.» Isaia 40:3-4: | «E allora, che cosa siete andati a vedere? Un profeta? Sì, vi dico, anche più di un profeta. Egli è colui, del quale sta scritto: "Ecco, io mando davanti a te il mio messaggero che preparerà la tua via davanti a te.» Matteo 11:9-10: |      |
| Isaia 61:1                             | «Lo spirito del Signore Dio è su di me perché il Signore mi ha consacrato con l'unzione; mi ha mandato a portare il lieto annunzio ai miseri, a fasciare le piaghe dei cuori spezzati, a proclamare la libertà degli schiavi, la scarcerazione dei prigionieri.» Isaia 61:1: | «Gli fu dato il rotolo del profeta Isaia; apertolo trovò il passo dove era scritto: «Lo Spirito del Signore è sopra di me; per questo mi ha consacrato con l'unzione, e mi ha mandato per annunziare ai poveri un lieto messaggio, per proclamare ai prigionieri la liberazione e ai ciechi la vista; per rimettere in libertà gli oppressi, e predicare un anno di grazia del Signore». Poi arrotolò il volume, lo consegnò all'inserviente e sedette. Gli occhi di tutti nella sinagoga stavano fissi sopra di lui. Allora cominciò a dire: «Oggi si è adempiuta questa Scrittura che voi avete udita con i vostri orecchi.» Luca 4:17-21: |      |
| Geremia 31:31-34                       | «Farò un nuovo patto con la casa d'Israele e con la casa di Giuda… metterò la mia legge nell'intimo loro, la scriverò sul loro cuore, e io sarò loro Dio, ed essi saranno mio popolo.» Geremia 31:31-34: | «E questa è l'alleanza che io stipulerò con la casa d'Israele dopo quei giorni, dice il Signore: porrò le mie leggi nella loro mente e le imprimerò nei loro cuori; sarò il loro Dio ed essi saranno il mio popolo.» Ebrei 8:10: |      |
| Entrata trionfale in Gerusalemme       | «Esulta grandemente figlia di Sion, giubila, figlia di Gerusalemme! Ecco, a te viene il tuo re. Egli è giusto e vittorioso, umile, cavalca un asino, un puledro figlio d'asina.» Zaccaria 9:9: «O Signore, nostro Dio, / quanto è grande il tuo nome su tutta la terra: / sopra i cieli si innalza la tua magnificenza. / Con la bocca dei bimbi e dei lattanti / affermi la tua potenza contro i tuoi avversari, / per ridurre al silenzio nemici e ribelli.» (Salmo 28, 2-3) | «Gesù, trovato un asinello, vi montò sopra, come sta scritto: "Non temere, figlia di Sion! Ecco, il tuo re viene, seduto sopra un puledro d'asina.» Giovanni 12:12-15: , riferito a Zaccaria 9,9. «sommi sacerdoti e gli scribi, vedendo le meraviglie che faceva e i fanciulli che acclamavano nel tempio: «Osanna al figlio di Davide», si sdegnarono e gli dissero: «Non senti quello che dicono?»./ Gesù rispose loro: «Sì, non avete mai letto: /Dalla bocca dei bambini e dei lattanti / ti sei procurata una lode?». / E, lasciatili, uscì fuori dalla città, verso Betània, e là trascorse la notte.» (Mt 21, 15-17) , riferito a Zaccaria 9 e Salmo 28 |      |
| Isaia 53:4-5                           | «Si è caricato delle nostre sofferenze, si è addossato i nostri dolori… per le sue piaghe noi siamo stati guariti.» Isaia 53:4-5: | «Egli portò i nostri peccati nel suo corpo sul legno della croce...dalle sue piaghe siete stati guariti.» 1 Pietro 2:24-25: |      |
| Salmo 22:8-9                           | «Mi scherniscono quelli che mi vedono, storcono le labbra, scuotono il capo: «Si è affidato al Signore, lui lo scampi; lo liberi, se è suo amico».» Salmi 22:8-9: | «E quelli che passavano di là lo insultavano scuotendo il capo e dicendo: «Tu che distruggi il tempio e lo ricostruisci in tre giorni, salva te stesso! Se tu sei Figlio di Dio, scendi dalla croce!». Anche i sommi sacerdoti con gli scribi e gli anziani lo schernivano: «Ha salvato gli altri, non può salvare se stesso. È il re d'Israele, scenda ora dalla croce e gli crederemo. Ha confidato in Dio; lo liberi lui ora, se gli vuol bene. Ha detto infatti: sono Figlio di Dio!».» Matteo 27:39-43: |      |
| Risurrezione dai morti dopo tre giorni | «Venite, ritorniamo al Signore: egli ci ha straziato ed egli ci guarirà. Egli ci ha percosso ed egli ci fascerà. 2 Dopo due giorni ci ridarà la vita e il terzo ci farà rialzare e noi vivremo alla sua presenza.» (Osea 6,1-2) «Ezechia aveva detto a Isaia: «Da quale segno riconoscerò che il SIGNORE mi guarirà e che fra tre giorni salirò alla casa del SIGNORE?» (2 Re 20,8) | «Il terzo giorno è risuscitato, secondo le Scritture, è salito al cielo, siede alla destra del Padre.» (Credo niceno) |      |
| Salmo 22:17-19                         | «Un branco di cani mi circonda, mi accerchia una banda di malfattori; hanno scavato le mie mani e i miei piedi. Posso contare tutte le mie ossa. Essi stanno a guardare e mi osservano: si dividono le mie vesti, sulla mia tunica gettano la sorte.» Salmi 22:17-19: | «I soldati poi, quando ebbero crocifisso Gesù, presero le sue vesti e ne fecero quattro parti, una per ciascun soldato, e la tunica. Ora quella tunica era senza cuciture, tessuta tutta d'un pezzo da cima a fondo. Perciò dissero tra loro: non stracciamola, ma tiriamo a sorte a chi tocca. Così si adempiva la Scrittura: Si son divise tra loro le mie vesti e sulla mia tunica han gettato la sorte. E i soldati fecero proprio così.» Giovanni 19:23-24: |      |
| Salmo 22:16                            | «Una folla di malfattori m'ha attorniato; m'hanno forato le mani e i piedi.» Salmi 22:16: | «Allora rilasciò loro Barabba e, dopo aver fatto flagellare Gesù, lo consegnò ai soldati perché fosse crocifisso.» Matteo 27:26: |      |
| Salmo 22:1                             | «Dio mio, Dio mio, perché mi hai abbandonato?» Salmi 22:1: | «Verso le tre, Gesù gridò a gran voce: «Elì, Elì, lemà sabactàni?», che significa: «Dio mio, Dio mio, perché mi hai abbandonato?».» Matteo 27:46: |      |
| Salmo 34                               | «Egli preserva tutte le sue ossa; non se ne spezza neanche uno.» Salmi 34:20: | «Questo infatti avvenne perché si adempisse la Scrittura: Non gli sarà spezzato alcun osso.» Giovanni 19:36: |      |